# Принс-Джордж (округ, Виргиния)
Округ Принс-Джордж (англ. Prince George County) располагается в США, в штате Виргиния. По состоянию на 2010 год, численность населения составляла 35 725 человек. Получил своё название в честь датского принца-консорта Георгa (Йоргена) Датского.

## География
По данным Бюро переписи США, общая площадь округа равняется 730 км², из которых 686 км² суша и 44 км² или 5,9 % это водоёмы.

### Соседние округа
- независимый город Питерсберг (Виргиния) — северо-запад
- Честерфилд (Виргиния) — северо-запад
- независимый город Хопуэлл — северо-запад
- Чарльз-Сити (Виргиния) — север
- Сарри (Виргиния) — восток
- Сассекс (Виргиния) — юг
- Динуидди (Виргиния) — запад
- независимый город Колониал-Хайтс — восток

## Демография
По данным переписи населения 2000 года в округе проживает 33 047 жителей в составе 10 159 домашних хозяйств и 8 096 семей. Плотность населения составляет 48 человек на км². На территории округа насчитывается 10 726 жилых строений, при плотности застройки 16 строений на км². Расовый состав населения: белые — 60,93 %, афроамериканцы — 32,54 %, коренные американцы (индейцы) — 0,42 %, азиаты — 1,73 %, гавайцы — 0,15 %, представители других рас — 2,19 %, представители двух или более рас — 2,03 %. Испаноязычные составляли 4,92 % населения.
В составе 41,90 % из общего числа домашних хозяйств проживают дети в возрасте до 18 лет, 63,50 % домашних хозяйств представляют собой супружеские пары проживающие вместе, 12,20 % домашних хозяйств представляют собой одиноких женщин без супруга, 20,30 % домашних хозяйств не имеют отношения к семьям, 17,20 % домашних хозяйств состоят из одного человека, 5,80 % домашних хозяйств состоят из престарелых (65 лет и старше), проживающих в одиночестве. Средний размер домашнего хозяйства составляет 2,76 человека, и средний размер семьи 3,11 человека.
Возрастной состав округа: 25,10 % моложе 18 лет, 13,60 % от 18 до 24, 33,30 % от 25 до 44, 20,80 % от 45 до 64 и 7,30 % от 65 и старше. Средний возраст жителя округа 32 лет. На каждые 100 женщин приходится 117,00 мужчин. На каждые 100 женщин старше 18 лет приходится 120,90 мужчин.
Средний доход на домохозяйство в округе составлял 49 877 USD, на семью — 53 750 USD. Среднестатистический заработок мужчины был 37 363 USD против 26 347 USD для женщины. Доход на душу населения составлял 20 196 USD. Около 6,50 % семей и 8,00 % общего населения находились ниже черты бедности, в том числе — 11,40 % молодежи (тех кому ещё не исполнилось 18 лет) и 8,30 % тех кому было уже больше 65 лет.